# Стад Франсе (хокейний клуб)
«Стад Франсе́» (фр. Stade français) — хокейний клуб з м. Парижа, Франція. Існував у 1931—1940 роках.

## Історія
Спортивний клуб «Стад Франсе» заснований у 1883 році. Хокейну секцію створено в 1931 році з ініціативи Джеффа Діксона, американського спортивного промоутера, в особливий період хокею у Франції, де цей вид спорту починає ставати популярним. Діксон використовує суперництво «Стад Франсе» та «Рейсінг клубу» та зробив їх ще більш привабливими у фінансовому плані, запрошуючи до складу команди місцевих і канадських гравців.
Це дербі завжди викливає цікавість, а в сезоні 1931/32 років воно до того ж припадає на фінал, в якому «Стад Франсе» переміг «Рейсінг клуб» 3:2 в додатковий час. У наступному сезоні знову паризьке дербі у фіналі і знову перемагає «Стад Франсе» з рахунком 1:0. У наступних двох сезонах 1933—1934 та 1934—1935 років хокеїсти «Стад Франсе» здобувають ще два титули чемпіонів, а в сезонах 1935—1936, 1936—1937 років стають віце-чемпіонами Франції.
З кінця 1937 року команда грає у франко-британський лізі, її основу складають канадські гравці. Причини такого переходу криються у фінансових питаннях, а також в Англії, де була більш сприятлива ситуація для професійного хокею. Через певний час «Стад Франсе» повернувся в чемпіонат Франції, а в 1940 році припинив своє існування.
Неодноразовий учасник Кубка Шпенглера.

## Досягнення
Чемпіон Франції (4 рази) — 1932, 1933, 1934 та 1935 років.